# 녹만균류
녹만균류(綠彎菌類)는 녹만균문(綠彎菌門, Chloroflexi 또는 Chlorobacteria)에 속하는 세균의 총칭이다. 광합성을 위해 빛을 이용하는 무산소성 광합성균과 에너지원으로써 할로겐화 유기체(독성을 지닌 염화 에탄화합물과 폴리염화 비페닐과 같은)를 이용하는 혐기성 유기할로겐호흡균 등을 포함한 다양한 표현형과 함께 고립종들을 포함하고 있다.

## 하위 분류
- 아나이로릴네아강 (Anaerolineae)
- 칼딜리네아강 (Caldilineae)
- 녹만균강 (Chloroflexi)
- 데할로콕코이데스강 (Dehalococcoidetes)
- 크테도노박테르균강 (Ktedonobacteria)
- 열미균강 (Thermomicrobia)